# Гронув (Слубицький повіт)
Гронув (пол. Gronów) — село в Польщі, у гміні Осьно-Любуське Слубицького повіту Любуського воєводства.
Населення — 122 особи (2011).
У 1975-1998 роках село належало до Гожовського воєводства.

## Демографія
Демографічна структура станом на 31 березня 2011 року:
|          | Загалом | Допрацездатний вік | Працездатний вік | Постпрацездатний вік |
| -------- | ------- | ------------------ | ---------------- | -------------------- |
| Чоловіки | 61      | 9                  | 47               | 5                    |
| Жінки    | 61      | 10                 | 37               | 14                   |
| Разом    | 122     | 19                 | 84               | 19                   |